# Radio Europa Liberă
Radio Europa Liberă (engleză Radio Free Europe, Radio Liberty (RFE/RL)) este o organizație și un post de radio finanțat de Congresul Statelor Unite care transmite în țările Europei de Est și Orientului Mijlociu.

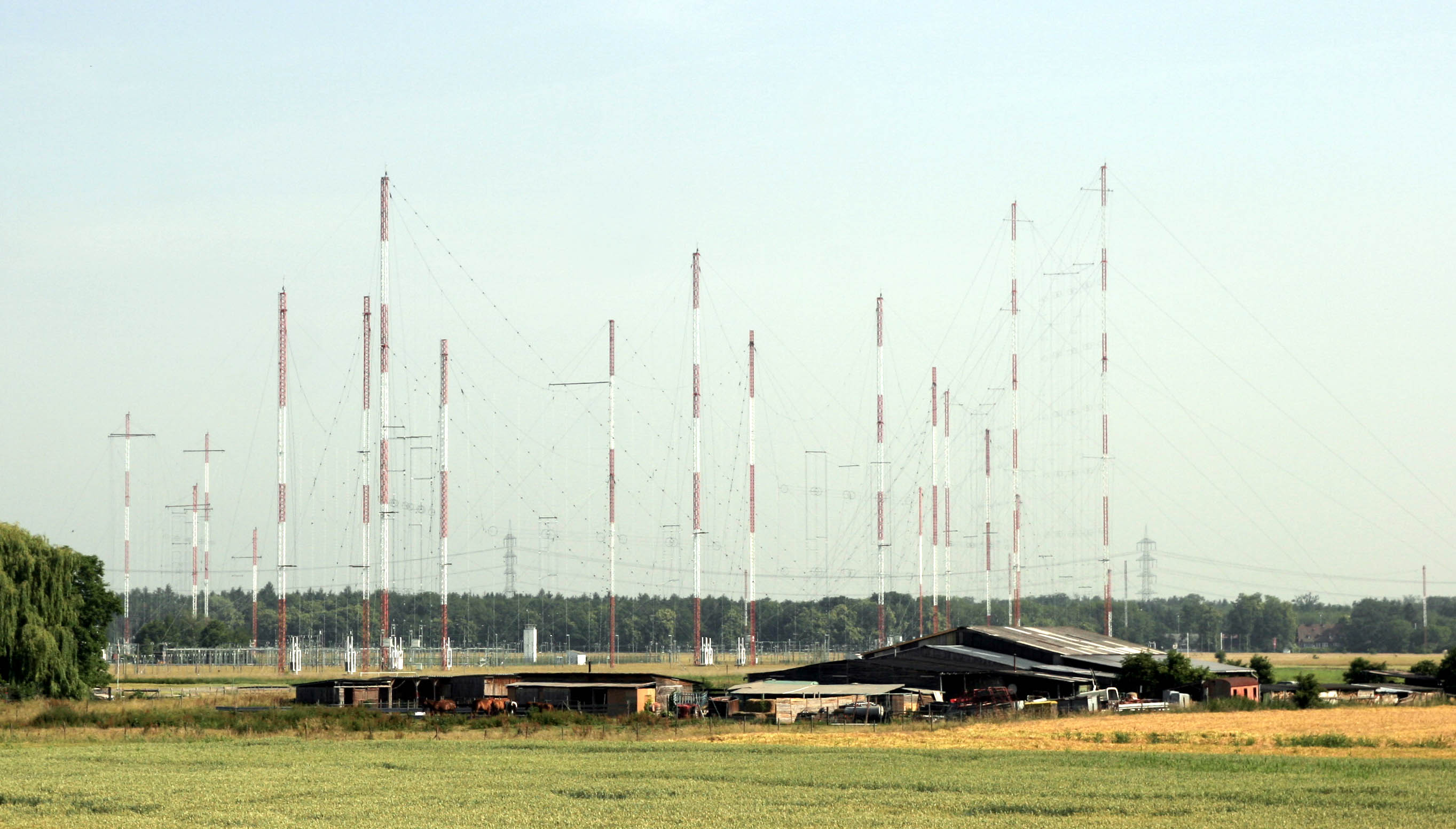
Emițător în unde scurte al Europei Libere (Germania)

## Începuturi
Comitetul Național pentru o Europă Liberă (National Committee for a Free Europe) a fost înființat de guvernul Statelor Unite la 15 martie 1949, la New York.  Radio Free Europe a fost ramura responsabilă cu radiodifuziunea în numele acestei organizații. Sediul principal a fost stabilit la München. Prima transmisiune pe unde scurte a avut loc la 4 iulie 1950, către Cehoslovacia. 
Organizația a fost ajutată financiar de Congresul Statelor Unite, iar până în 1972 fondurile pentru finanțarea RFE au fost alocate în cadrul bugetului destinat Agenției Centrale de Informații (CIA) a Statelor Unite. CIA a stabilit îndrumări generale și se implica zilnic în activitatea redacțională a secției centrale de știri. Fondurile alocate prin intermediul CIA au fost aduse la cunoștința opiniei publice abia în 1971, când organizația a fost mutată în statul Delaware, sub forma unei instituții non-profit, subordonată Oficiului pentru Radiodifuziunea peste Hotare (Bureau for International Broadcasting, abreviat BIB), for tutelar similar instituției USIA, căreia îi era subordonat postul de radio Vocea Americii (VoA). Controlul asupra bugetului pentru RFG a fost preluat direct de Congresul Statelor Unite.

## Comasarea cu postul Radio Liberty

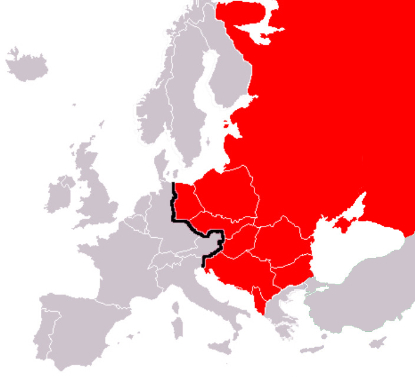
Europa împărțită în două de Cortina de fier în timpul Războiului Rece: blocul capitalist în vest și blocul comunist în est

În 1976, Radio Europa Liberă a fuzionat cu postul Radio Liberty (Radio Libertatea), care era de asemenea orientat spre emisiuni anticomuniste, însă specializat pe emisiunile către URSS, și finanțat de Congresul Statelor Unite. Radio Libertatea fusese înființat în 1951 de Comitetul American pentru Eliberarea Popoarelor din Rusia (American Committee for the Liberation of the Peoples of Russia). După comasare, numele posturilor de radio reunite a fost schimbat oficial în Radio Free Europe/Radio Liberty (RFE/RL, Inc.), însă departamentele pentru diferite limbi și-au menținut denumirea inițială. În perioada 1985 - 1993 din RFE/RL, Inc., a făcut parte și departamentul Radio Free Afghanistan.

## Acțiuni îndreptate împotriva postului de radio
Autoritățile sovietice și cele din celelalte țări comuniste au încercat în mod regulat să bruieze emisiunile posturilor RFE/RL, eforturi care nu au încetat decât în 1988. Bruierea din România a emisiunilor departamentului românesc a încetat în 1964.
În multe cazuri, ascultarea emisiunilor RFE era ilegală în țările comuniste est-europene și trebuia făcută în ascuns. Au fost cazuri când au fost luate și măsuri „active” pentru combaterea emisiunilor. Astfel, de exemplu, în perioada 1965-71 un agent al organelor de securitate poloneze Służba Bezpieczeństwa a reușit să infiltreze un agent, căpitanul Andrzej Czechowicz în birourile postului Europa Liberă. Cazuri similare au fost de-a lungul timpului și în alte departamente (de ex. în cel cehoslovac la finele anilor '70, despre care s-a relatat în presa locală și la Radio Libertatea un lucrător în funcție de conducere, care a dezvăluit că era ofițer KGB, a scris o carte despre aceasta, din care posturile RFE/RL, Inc., au difuzat la începutul anilor '90 în serial).
La începutul anului 1981 Securitatea română avea intenția să-l asasineze pe Emil Georgescu, cunoscut redactor realizator al emisiunilor Actualitatea românească. A fost victima unui atentat pus la cale de doi francezi, care i-au aplicat multe lovituri de cuțit.
Însă Georgescu a supraviețuit. A murit la scurt timp după aceea în urma îmbolnăvirii de cancer.
La Paris, Monica Lovinescu, care conducea redacția RFE locală, a fost bătută crunt de doi indivizi palestinieni (după cum a relatat presa vremii).
Istoricul Vlad Georgescu, directorul secției române a postului Europa Liberă, între 1983 și 1988, s-a îmbolnăvit și a murit de un cancer galopant, existând indicii puternice că ar fi fost iradiat sau intoxicat cu o substanță radioactivă. Securitatea română a fost bănuită ca a provocat moartea lui Vlad Georgescu prin iradiere la fel cum aceleași acuzații de iradiere au fost formulate și în cazul morții predecesorilor lui Vlad Georgescu, respectiv directorilor postului de radio Europa Libera Noël Bernard (decedat în urma unui cancer galopant la 23 decembrie 1981) și Mihail Cismărescu (m. 26 februarie 1983) decedat tot în urma unui cancer galopant. Ofițerul de securitate Ion Mihai Pacepa, care a dezertat în SUA în 1978, a indicat existența unui ordin a lui Nicolae Ceaușescu de asasinare a lui Noël Bernard, ordin care se presupune ca a fost extins ulterior și asupra lui Mihail Cismărescu și Vlad Georgescu. Pacepa a mai spus că Ceaușescu a solicitat asasinarea lui Bernard prin iradiere, ceea ce s-ar fi și întâmplat. Exista indicii conform cărora asasinarea lui Vlad Georgescu a fost ordonată ca pedeapsă pentru difuzarea la Radio Europa Libera a unor ample fragmente din cartea lui Ion Mihai Pacepa, Orizonturi Roșii care conțineau informații și aprecieri extrem de negative la adresa lui Nicolae Ceaușescu.

## Anii de după căderea regimurilor comuniste

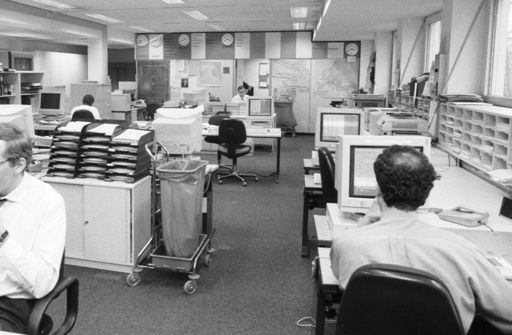
Redacția de știri în München (1994)

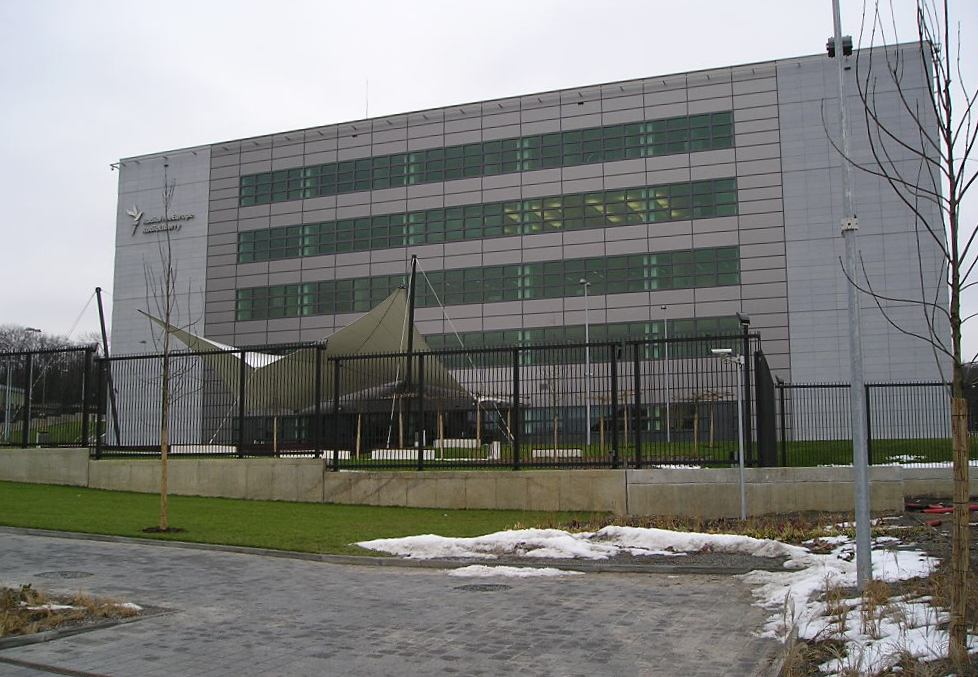
Sediul Radioului Europa Liberă din Praga

În urma căderii regimurilor comuniste în Europa de Est și în Uniunea Sovietică, bugetul pentru RFE/RL a fost redus în mod considerabil. Centrala postului de radio a fost mutată la Praga în 1995, iar operațiile europene au fost mult reduse, cu excepția celor ale departamentului slav de sud. 
Emisiile  
Totuși, operațiile au fost extinse în alte zone; în 1998 și-au început transmisiile Radio Free Iraq și în 1999 a luat ființă și o emisiune în limba persană (farsi) (Radio Farda). 
În 1999 a început o emisiune în Kosovo. În anul 2002, Radio Free Afghanistan și-a reluat emisiunile și s-a unit cu Radio Farda. Începând din 1994, sarcinile de coordonare ale forului tutelar BIB au fost preluate de Comitetul Guvernatorilor de Radiodifuziune (Broadcasting Board of Governors).
Chiar dacă undele radio de la RFE au încetat să mai fie receptate în România după 1990, serviciul web continuă să funcționeze în limba română atât pentru România, cât mai ales și pentru Republica Moldova.
Pe 19 iulie 2018, RFE a decis să își redeschidă birourile din România și Bulgaria, la 10 respectiv 14 ani de la închiderea acestora.

## Alte personalități
- Jan Nowak-Jeziorański – directorul redacției poloneze, 1952-1976
- Zdzisław Najder - directorul redacției poloneze, 1982-1987
- Jan Zaprudnik - directorul redacției bieloruse, anii 1970
- Kevin Klose – președintele posturilor de radio Europa Liberă și Libertatea, 1994-1997; actualmente directorul postului National Public Radio